# Wapenstilstand van Altmark
De Wapenstilstand van Altmark, getekend op 25 september 1629, betekende het einde van de Pools-Zweedse Oorlog, die bevochten werd tussen 1600 en 1629.

## Achtergrond
De Pools-Zweedse Oorlog was een reeks conflicten tussen Zweden en het koninkrijk Polen die in vier fasen bevochten werd. De aanleiding van de oorlog was de claim van koning Sigismund III van Polen op de Zweedse troon. In 1611 eindigde het eerste deel van de oorlog. Zes jaar later begon het vechten opnieuw, omdat Zweden een deel van Litouwen wilde heroveren op de Polen. Dit eindigde in de Wapenstilstand van Altmark.

## Wapenstilstand
In de Slag bij Honingfelde verloren de Zweden bijna hun koning, Gustaaf II Adolf van Zweden. Ondanks de Poolse overwinning was niemand in staat de andere te overheersen. De koning van Polen, Sigismund III, was niet geneigd om de wapenstilstand te tekenen, maar kon niet anders door druk uit het thuisland. De meeste Polen waren de oorlog niet genegen en vonden dat de vele doden hadden kunnen vermeden worden als de koning zijn claim op de Zweedse troon, die hij verloor in 1599, veel eerder had opgegeven. Het parlement besloot de belastingen niet te verhogen om de soldaten te betalen, waardoor een aantal soldaten een muiterij begonnen en nog anderen naar de Zweedse kant overliepen.
De wapenstilstand van Altmark hield in dat Zweden Riga en Estland kreeg, wat toen samen met een deel van Letland Lijfland heette, maar in ruil daarvoor Pruisen moest evacueren, op de kuststeden na. Ze mochten ook tol heffen in dat gebied. De opbrengst van de tol zorgde ervoor dat Zweden zich kon mengen in de Dertigjarige Oorlog. 
De wapenstilstand hield 6 jaar stand, waarna het in 1635 verlengd werd door het Verdrag van Stuhmsdorf, waarbij Zweden de havensteden in Pruisen en een deel van Lijfland verloor. 
Zweden won bij de Wapenstilstand van Altmark heel wat gebied, maar verloor het opnieuw bij het Verdrag van Stuhmsdorf.